# Тури-Выла
Тури́-Вы́ла (чув. Тури Вылӑ) — деревня в Аликовском муниципальном округе Чувашской Республики. Входила в состав Раскильдинского сельского поселения до его упразднения в 2022 году.

## Общие сведения о деревне
В настоящее время деревня в основном газифицирована.

### География
Тури-Выла расположено юго-западнее административного центра Аликовского района на 16 км. Рядом с деревней протекает речка Выла.

### Климат
Климат умеренно континентальный с продолжительной холодной зимой и тёплым летом. Средняя температура января −12,9 °C, июля 18,3 °C, абсолютный минимум достигал −44 °C, абсолютный максимум 37 °C. За год в среднем выпадает до 552 мм осадков.

### Демография
Население — человек (2006 г.), из них большинство женщины.

## История
До 7 августа 1920 года в составе Атикассинской волости Курмышского уезда, затем, в Атикассинской волости Ядринского уезда.
После 1 ноября 1927 года деревня входит в Красночетайский район, 22 февраля 1939 года в Аликовский район, а 20 декабря 1962 года включена в Шумерлинский район. С 14 марта 1965 года — снова в Аликовском районе.

## Связь и средства массовой информации
- Связь: ОАО «Волгателеком», Би Лайн, МТС, Мегафон. Развит интернет ADSL технологии.
- Газеты и журналы: Аликовская районная газета «Пурнăç çулĕпе»-«По жизненному пути» Языки публикаций: Чувашский, Русский.

- Телевидение:Население использует эфирное и спутниковое телевидение. Эфирное телевидение позволяет принимать национальный канал на чувашском и русском языках.

## Люди, связанные с Тури-Выла
- Альдеева Зоя Дмитриевна — заслуженная учительница Чувашской республики.
- Артемьев, Александр Спиридонович — чувашский прозаик, поэт, литературный критик, переводчик.
- Борисова Ионикия Владимировна — заслуженный врач Российской Федерации.
- Осипова Лилия Ефремовна — заслуженная учительница Чувашской республики.

## Интересные факты
В деревне снимался фильм режиссёра Марины Разбежкиной «Время жатвы».